# Obelia spongicola
Obelia spongicola is een hydroïdpoliepensoort uit de familie van de Campanulariidae. De wetenschappelijke naam van de soort is voor het eerst geldig gepubliceerd in 2011 door Watson.